# Leandro N. Alem
Leandro N. Alem (Buenos Aires, 11 marzo 1842 – Buenos Aires, 1º luglio 1896) è stato un avvocato, politico e rivoluzionario argentino, noto per aver fondato l'Unione Civica Radicale e aver guidato due insurrezioni armate.
Battezzato come Leandro Alen, modificà il suo cognome da giovane, sostituendo l'ultima "n" con una "m". Tradizionalmente il suo nome è stato scritto Leandro N. Alem e, in alcuni casi, come Leandro Alem Niceforo, anche se il suo nome è oggetto di dibattito tra gli storici.
Iniziò l'attività in politica nel Partito autonomista di Adolfo Alsina, per il quale sarebbe stato vice provinciale due volte. Fu anche deputato nazionale per il Partito Repubblicano.
Nel 1890 fu uno dei fondatori dell'Unione Civica e leader politico della fallita Rivoluzione del Parco, contro il regime fraudolento del Partido Autonomista Nacional. Nel 1891 guidò il settore dell'Unione Civica che fondò l'Unione Civica Radicale (Unión Cívica Radical). Nel 1893 guidò una seconda insurrezione armata, che fu nuovamente sconfitta.
Nelle elezioni legislative del 1895 fu eletto deputato deputato nazionale. Il 1º luglio 1896, si suicidò, dopo aver scritto un famoso testamento politico. Nel 1912, nei pressi della Torre Monumental di Buenos Aires, fu eretto un monumento in sua memoria, opera dello scultore italiano Rinaldo Mastellari.
Fu massone, Gran Maestro della Gran Loggia di massoni liberi e accettati della Repubblica Argentina.